# Miroslav Zemánek
Miroslav Zemánek (* 31. prosince 1974, Rychnov nad Kněžnou) je bývalý český fotbalista, záložník a obránce. Vystudoval Gymnázium Františka Martina Pelcla v Rychnově nad Kněžnou a Vysokou školu ekonomickou v Praze.

## Fotbalová kariéra
V české lize hrál za SK Hradec Králové. Nastoupil ve 110 ligových utkáních a dal 3 ligové góly. Ve slovenské lize hrál za FC DAC 1904 Dunajská Streda, nastoupil v 15 ligových utkáních a dal 1 gól. V nižších soutěžích hrál i za FC Spartak Rychnov nad Kněžnou.

## Ligová bilance
| Ročník                          | Zápasy | Góly | Klub                        |
| ------------------------------- | ------ | ---- | --------------------------- |
| Mars superliga 1997/98          | 15     | 1    | FC DAC 1904 Dunajská Streda |
| Gambrinus liga 1998/99          | 29     | 0    | SK Hradec Králové           |
| Gambrinus liga 1999/00          | 25     | 0    | SK Hradec Králové           |
| 2. česká fotbalová liga 1999/00 | 27     | 2    | SK Hradec Králové           |
| Gambrinus liga 2001/02          | 26     | 1    | SK Hradec Králové           |
| Gambrinus liga 2002/03          | 30     | 2    | SK Hradec Králové           |
| 2. česká fotbalová liga 2003/04 | 27     | 1    | SK Hradec Králové           |
| 2. česká fotbalová liga 2004/05 | 15     | 1    | SK Hradec Králové           |
| CELKEM 1. liga                  | 110    | 3    |                             |